# 爱国者 (政党)
爱国者（葡萄牙語：Patriota），前身是国家生态党，是巴西的一个极右翼政党。它于2012年夏天在最高选举法院登记。该党的主席是前圣保罗州议员巴罗佐，他在创建该党之前是社会基督教党的成员。该党的最高选举法院的身份证号码是51号。
它的纲领包括支持保守政策、强大的国防国家政策、对暴力和犯罪采取零容忍政策、支持巴西农业部门、反对MST等社会和土著运动以及反共立场。它反对腐败，并寻求维护基于基督教伦理的传统价值观。该党与巴西最大的福音教派——上帝集会有联系。
2023年11月9日，與巴西工党合併，組建民主復興黨。

## 历史
该党的前身是2011年成立的国家生态党。该党是一个中间偏右的环保主义政党，最初是为了吸引环保主义政治家玛丽娜·席尔瓦，以防她的政党没有获得参加2014年巴西大选的授权。但这一提议失败了，该党在2014年的选举中获得了少量选票，同时支持当时的总统候选人阿埃西奥·内维斯。

### 2017年至今
2017年，国家生态党发生了变化，雅伊尔·博索纳罗宣布他将加入该党，参加2018年巴西大选的总统竞选。PEN更名为爱国者党，并放弃了之前的环保主义理想，成为了一个追求右翼民粹主义议程的右翼保守党，受到了唐纳德·特朗普在2016年美国总统选举中获胜和英国退欧的影响。爱国者党已放弃其绿色和亲生态学的政策，支持其保守和民族主义政策；它保持并加强了对堕胎、同性婚姻和其他社会进步政策的在宗教方面上的反对。
该党的首字母缩写也被看作是五旬节派的缩写，五旬节派是该党创始人的福音派潮流，而不是一种连贯的意识形态潮流。自从该党改名为爱国者党以来，该党正努力争取更广泛的基督教选民，比如社会保守的天主教徒和传统的新教徒，比如浸信会教徒和长老会教徒，而不是仅仅作为一个教会的政治分支。博索纳罗认为环保主义者是“反对巴西阴谋”的一部分，而他的儿子爱德华多·博索纳罗和弗拉维奥·博索纳罗则否认全球变暖。这两个原因迫使该党改变了名称和意识形态。
在一次内部冲突之后，2018年1月，雅伊尔·博索纳罗放弃了加入爱国者党并选择加入社会自由党。